# Ore d'ozio
Ore d'ozio (Hours of Idleness) è la prima raccolta di poesie pubblicata dal diciannovenne Lord Byron nel 1807.

## Genesi
Il volume, intitolato Hours of Idleness; a Series of Poems Original and Translated. By George Gordon, Lord Byron, a Minor, fu pubblicato da S. e J. Ridge tra il giugno e il luglio 1807. Delle trentanove poesie che compongono la raccolta, 19 erano stati pubblicati anonimamente in Frammenti fuggitivi (1806) e 8 erano apparsi in Poemi su varie occasioni (1807). Le restanti dodici poesie furono stampate per la prima volta in questa raccolta, insieme a una traduzione di 406 versi dal libro IX dell'Eneide (l'episodio di Eurialo e Niso).

## Accoglienza
La raccolta fu recensita negativamente al momento della pubblicazione. Particolarmente aspra fu la recensione pubblicata nel 1808 da The Edinburgh Review, tanto che l'anno successivo lo stesso Byron scrisse in risposta la poesia satirica English Bards and Scotch Reviewers.